# 魯德尼亞-戈羅季謝
50°5′42″N 28°28′5″E / 50.09500°N 28.46806°E
魯德尼亞-戈羅季謝（烏克蘭語：Рудня-Городище），是烏克蘭北部的村莊，隸屬日托米爾州的日托米爾區。該村面積2.511平方公里，海拔高度211米，2001年人口471。